# LVTP5
LVTP-5 (англ. Landing Vehicle Tracked Personnel) — гусеничная десантная машина (по советской и российской терминологии — гусеничный плавающий бронетранспортёр-амфибия). Относится ко второму поколению семейства LVT, была разработана в 1950—1952 и поставлена на вооружение Корпуса морской пехоты США в 1953 году.

## Разработка и производство
Машина была разработана инженерами компании Ingersoll-Kalamazoo (подразделение BorgWarner, впоследствии Ingersoll-Rand), серийно производилась ею же, а также компаниями Pacific Car and Foundry Co, Food Machinery and Chemical Corporation, St. Louis Car Company (подразделение General Steel Industries, Inc.) и консорциумом Baldwin-Lima-Hamilton.

## Модификации
- LVTC-5 (или LVTP-5A1 (CMD) — командно-штабная машина
- LVTR-1 — бронированная ремонтно-эвакуационная машина
- LVTH-6 — «плавающий танк», вариант LVTP-5, оснащённый 105-мм гаубицей M49 с вертикальным стабилизатором, установленной во вращающейся башне. LVTH-6 принадлежит к классу артиллерийских высадочных средств LVT(A), которые используются при высадке морских десантов для артиллерийской поддержки высаживающихся войск, в том числе и для ведения огня непосредственно на плаву. Поскольку установленная на LVTH-6 гаубица имеет упрощенные прицельные приспособления и низкую начальную скорость снаряда, по американской классификации LVTH-6 относится к артиллерийским системам огня прямой наводкой. Принято на вооружение 210 машин.

В 1957 году многие LVTH-6 были модифицированы в LVTH-6A1, изменения в основном коснулись двигателя и выпускной системы. LVTH-6 имела экипаж из 7 человек:
- Командир орудия, наводчик и заряжающий, располагались в башне
- Механик-водитель и командир экипажа, располагались в отделении управления
- Два подающих, располагались в боевом отделении позади башни, в их задачу входила подготовка и подача боеприпасов.

Поскольку десантное отделение было занято артиллерийской системой и боезапасом для неё, LVTH-6 не предназначался для транспортировки и высадки десанта.
Броня LVTP-5 стальная, катаная, толщиной 6-16 мм корпус и 6-25 мм башня. Скорость хода на плаву до 11 км/ч, мореходность до 3 баллов. Движение на плаву за счет перемотки гусениц, траки которых имеют специальную форму для облегчения движения в воде и выхода на берег.

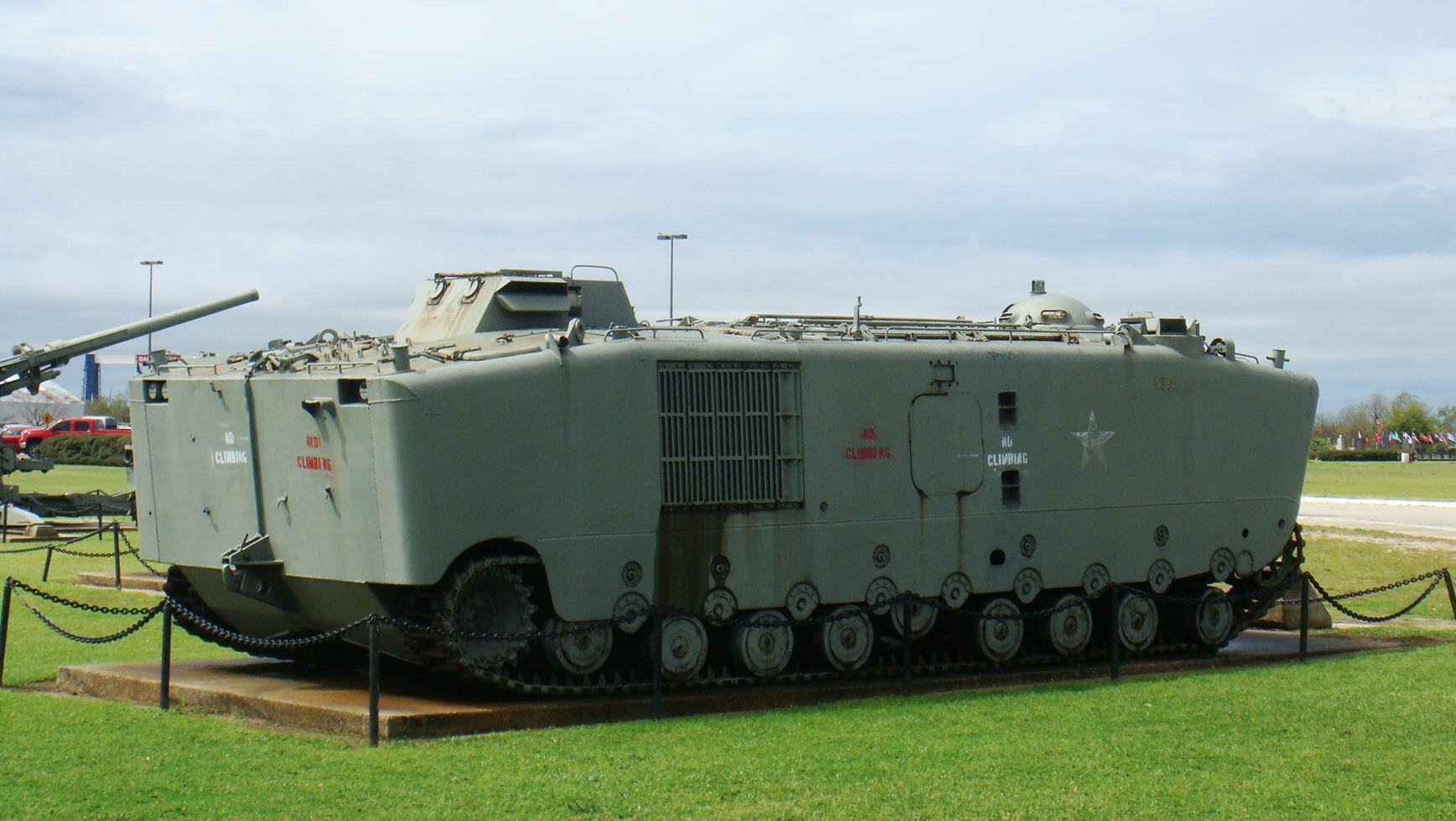
LVTP-5A1 в музее линкора «Алабама» (Мобил, шт. Алабама)

## Боевое применение
LVTP-5 использовались американской морской пехотой во время Вьетнамской войны в качестве легкого плавающего танка, а также как мобильное средство артиллерийской поддержки. Амфибийность LVTH-6 сослужила хорошую службу на Вьетнамском театре военных действий, так как эта местность характерна наличием большого количества водных преград. Некоторое количество башен от LVTH-6 также использовалось в качестве башен ДОТ.